# 306 (số)
306 (ba trăm linh sáu) là một số tự nhiên ngay sau 305 và ngay trước 307.